# Lijst van gemeentelijke monumenten in Noordlaren
De plaats Noordlaren kent 22 gemeentelijke monumenten:
| Object                                                             | Bouwjaar | Architect                      | Locatie                               | Coördinaten                  | Nr.           | Afbeelding                  |
| ------------------------------------------------------------------ | --- | ------------------------------ | ------------------------------------- | ---------------------------- | ------------- | --------------------------- |
| Hotel-restaurant Herberg De Blanke Hoeve                           | Voorhuis 1934, verbouwingen: tuinmuur: 1934; tehuis voor invaliden: 1942, 1948 en 1958; verbouwing: 1966; uitbreiding: 1975; vrijstaande berging:1981; gedeeltelijk veranderen schuur: 1985; dierenverblijf: 1988; bouwvergunning serre en 18 hotelkamers: 1999 | vermoedelijk dhr.Wittop Koning | Beslotenveenseweg 2                   | 53° 7' 44" NB, 6° 38' 59" OL | 0017/wikinr59 | Meer afbeeldingen           |
| Dubbel woonhuis                                                    | eind 19de eeuw (huisnr moet waarschijnlijk 15 zijn) |                                | Kerkstraat 13                         | 53° 7' 15" NB, 6° 39' 55" OL | 0017/wikinr60 | Dubbel woonhuis             |
| Woonhuis                                                           | begin 20ste eeuw |                                | Kerkstraat 4                          | 53° 7' 15" NB, 6° 40' 4" OL  | 0017/wikinr61 | Meer afbeeldingen           |
| Woonhuis                                                           | begin 20ste eeuw |                                | Kerkstraat 13                         | 53° 7' 15" NB, 6° 39' 55" OL | 0017/wikinr62 | Meer afbeeldingen           |
| Woonhuis                                                           | midden 19de eeuw |                                | Meester Koolweg 2                     | 53° 7' 20" NB, 6° 40' 8" OL  | 0017/wikinr63 | Meer afbeeldingen           |
| Diaconiewoning Korte Jammer                                        | 1858 |                                | Lageweg 1, 3 en 5                     | 53° 4' 57" NB, 6° 41' 58" OL | 0017/wikinr64 | Diaconiewoning Korte Jammer |
| Woonhuis H. Huidig                                                 | 1861 |                                | Lageweg 10                            | 53° 7' 15" NB, 6° 40' 8" OL  | 0017/wikinr65 | Meer afbeeldingen           |
| Woonhuis                                                           | circa 1915 |                                | Lageweg 21                            | 53° 7' 31" NB, 6° 39' 50" OL | 0017/wikinr80 | Meer afbeeldingen           |
| Woonhuis                                                           | 1887, verbouwd: 2013 |                                | Lageweg 37                            | 53° 7' 22" NB, 6° 40' 2" OL  | 0017/wikinr66 | Meer afbeeldingen           |
| Woonhuis                                                           | rond 1900 |                                | Lageweg 43                            | 53° 7' 18" NB, 6° 40' 5" OL  | 0017/wikinr67 | Meer afbeeldingen           |
| Woonhuis                                                           | circa 1885 (op achtergevel), verbouwd: 1978 |                                | Lageweg 53                            | 53° 7' 11" NB, 6° 40' 5" OL  | 0017/wikinr68 | Meer afbeeldingen           |
| Woonhuis                                                           | 1898 |                                | Lageweg 55                            | 53° 7' 10" NB, 6° 40' 8" OL  | 0017/wikinr69 | Meer afbeeldingen           |
| Onderdeel natuurgebied Galgenberg, Heilig Bergje of Hilligenbargie | Aangelegd in middeleeuwen |                                | Duinweg [in het Noordlaarderbos] (BY) |                              | 0017/wikinr70 | Meer afbeeldingen           |
| Onderkomen Ver. tot Behoud van Natuurmon.                          | eind 19de eeuw |                                | Pollseweg 1                           | 53° 7' 18" NB, 6° 38' 51" OL | 0017/wikinr71 | Meer afbeeldingen           |
| Boerderij                                                          | eind 19de eeuw |                                | Zuidlaarderweg 36                     | 53° 7' 32" NB, 6° 39' 24" OL | 0017/wikinr72 | Meer afbeeldingen           |
| Woonhuis en schuur                                                 | eind 19de eeuw |                                | Zuidlaarderweg 49                     | 53° 7' 39" NB, 6° 39' 10" OL | 0017/wikinr73 | Meer afbeeldingen           |
| Boerderij                                                          | eind 19de eeuw, verbouwd: 1929 keuken met erker |                                | Zuidlaarderweg 54                     | 53° 7' 13" NB, 6° 39' 60" OL | 0017/wikinr74 | Meer afbeeldingen           |
| Woonhuis De Oorsprong                                              | eind 19de eeuw |                                | Zuidlaarderweg 61                     | 53° 7' 30" NB, 6° 39' 20" OL | 0017/wikinr75 | Meer afbeeldingen           |
| Openbare basisschool De Rieshoek                                   | 1910 |                                | Zuidlaarderweg 63                     | 53° 7' 18" NB, 6° 39' 43" OL | 0017/wikinr76 | Meer afbeeldingen           |
| Begraafplaats                                                      | aangelegd in 1870-72 |                                | Zuidlaarderweg 67                     | 53° 7' 5" NB, 6° 40' 3" OL   | 0017/wikinr77 | Begraafplaats               |
| Woonhuis                                                           | circa 1885 |                                | Zuidlaarderweg 87                     | 53° 7' 7" NB, 6° 39' 59" OL  | 0017/wikinr78 | Meer afbeeldingen           |
| Bouwbedrijf met woongedeelte                                       | eind 19de eeuw |                                | Zuinigstraat 1                        | 53° 7' 14" NB, 6° 40' 3" OL  | 0017/wikinr79 | Meer afbeeldingen           |